# Splashy
Splashy je software zobrazující splash screen při startu unixových operačních systémů, jako jsou například Linux a FreeBSD.
Splashy byl vytvořen jako náhrada za program Bootsplash. Na rozdíl od něho totiž běží kompletně mimo jádro systému, na které pak není nutné aplikovat patche (a není potřeba kompilování). Na internetu má svoje stránky pod projektem Alioth. K dispozici jsou také balíčky deb. Program je napsaný v programovacím jazyce C.

## Vlastnosti
Splashy podporuje řadu pokročilých funkcí jako například písma TrueType2, animaci, průhlednost a podporu Linux Standard Base. Pro konfiguraci používá soubory ve formátu XML.